# GTK Gliwice
GTK Gliwice – polski klub koszykarski z Gliwic. Od sezonu 2017/2018 występuje w rozgrywkach Polskiej Ligi Koszykówki.
Gliwickie Towarzystwo Koszykówki Gliwice powstało w 1998 roku z inicjatywy trenera i działacza sportowego Janusza Kołcza. Początkowo zajmowało się szkoleniem dzieci i młodzieży. W 2006 roku, w efekcie rozwoju szkolenia i otwierania kolejnych grup młodzieżowych, w oparciu o szkolonych przez siebie graczy klub GTK Gliwice dołączył do rozgrywek III ligi. W 2010 roku zespół seniorski wywalczył awans do II ligi. Na tym szczeblu rozgrywkowym GTK występowało przez kolejne 4 sezony, zajmując kolejno 7. (sezon 2010/2011), 8. (2011/2012), 4. (2012/2013) i 2. (2013/2014) pozycję. Po zakończeniu sezonu 2013/2014 klub otrzymał zaproszenie do udziału w rozgrywkach I ligi, które przyjął. W debiutanckim sezonie na drugim szczeblu rozgrywkowym (2014/2015) GTK zajęło 9. miejsce, zwyciężając w 11 meczach.
Od 2014 roku klub swoje mecze rozgrywał w mieszczącej 400 widzów hali Centrum Sportowo-Kulturalnego „Łabędź” położonej w gliwickiej dzielnicy Łabędy.

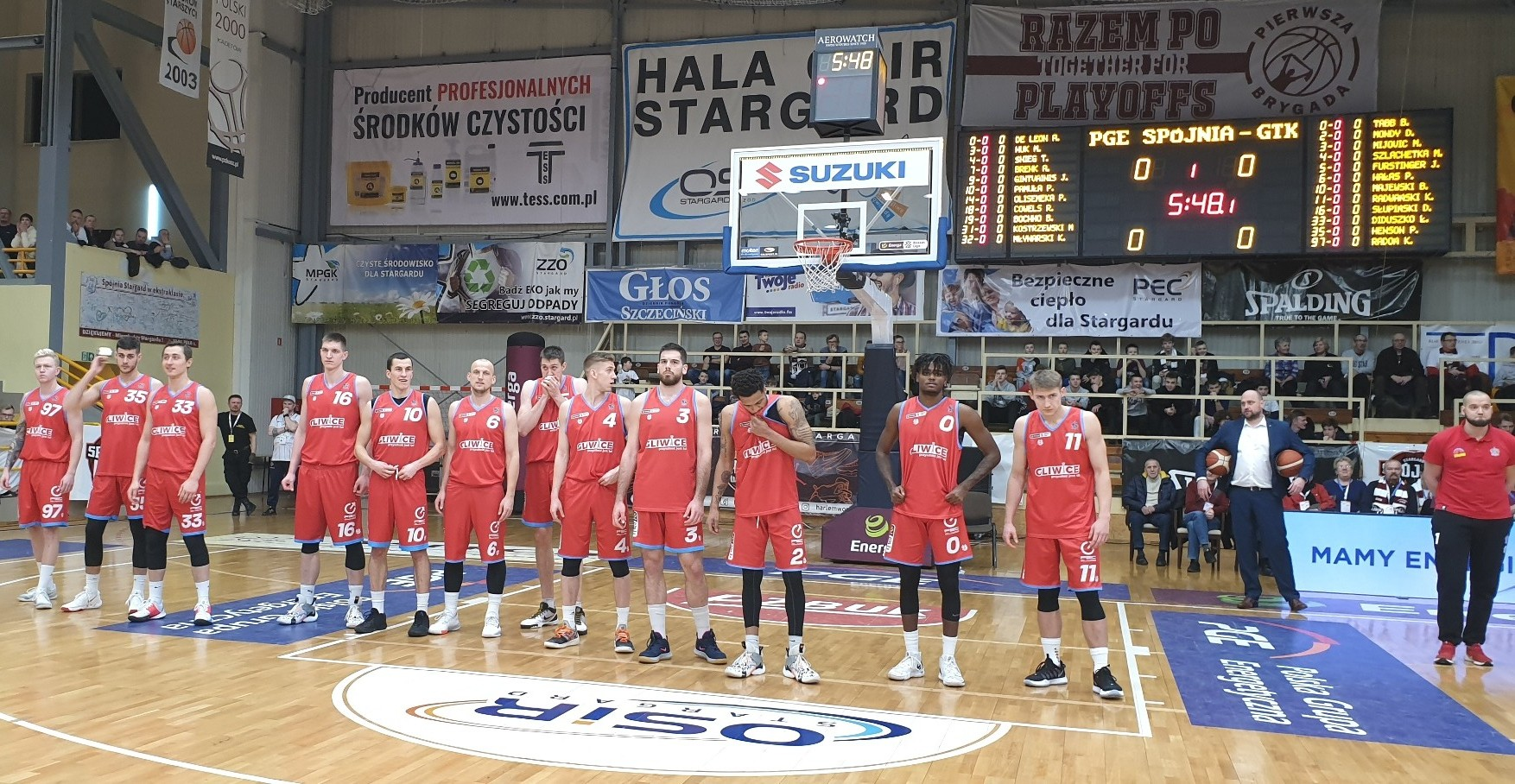
GTK Gliwice podczas prezentacji

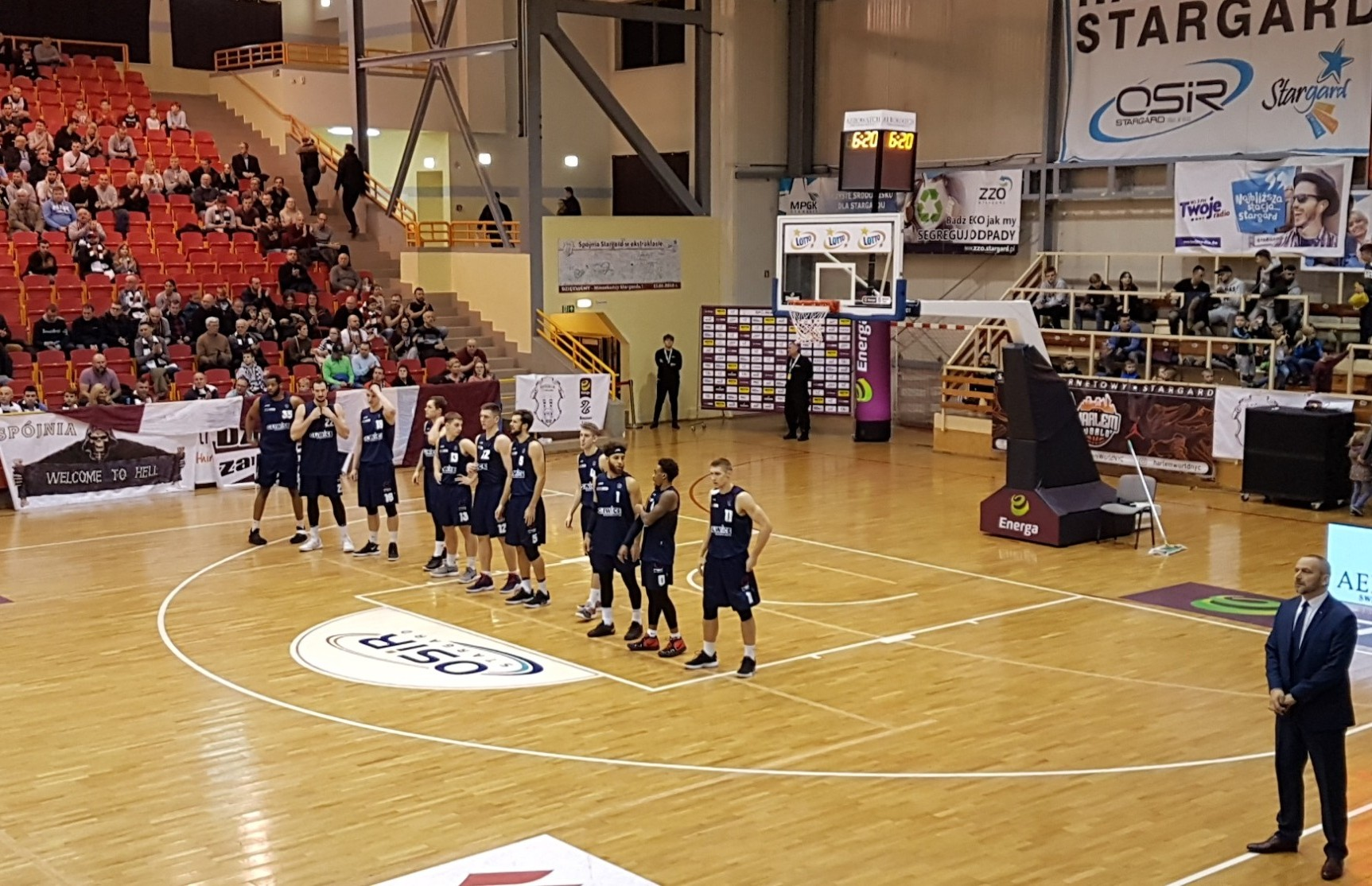
GTK Gliwice podczas prezentacji

Od 2018 roku klub swoje mecze rozgrywa na mieszczącej 1092 widzów hali treningowej Areny Gliwice.

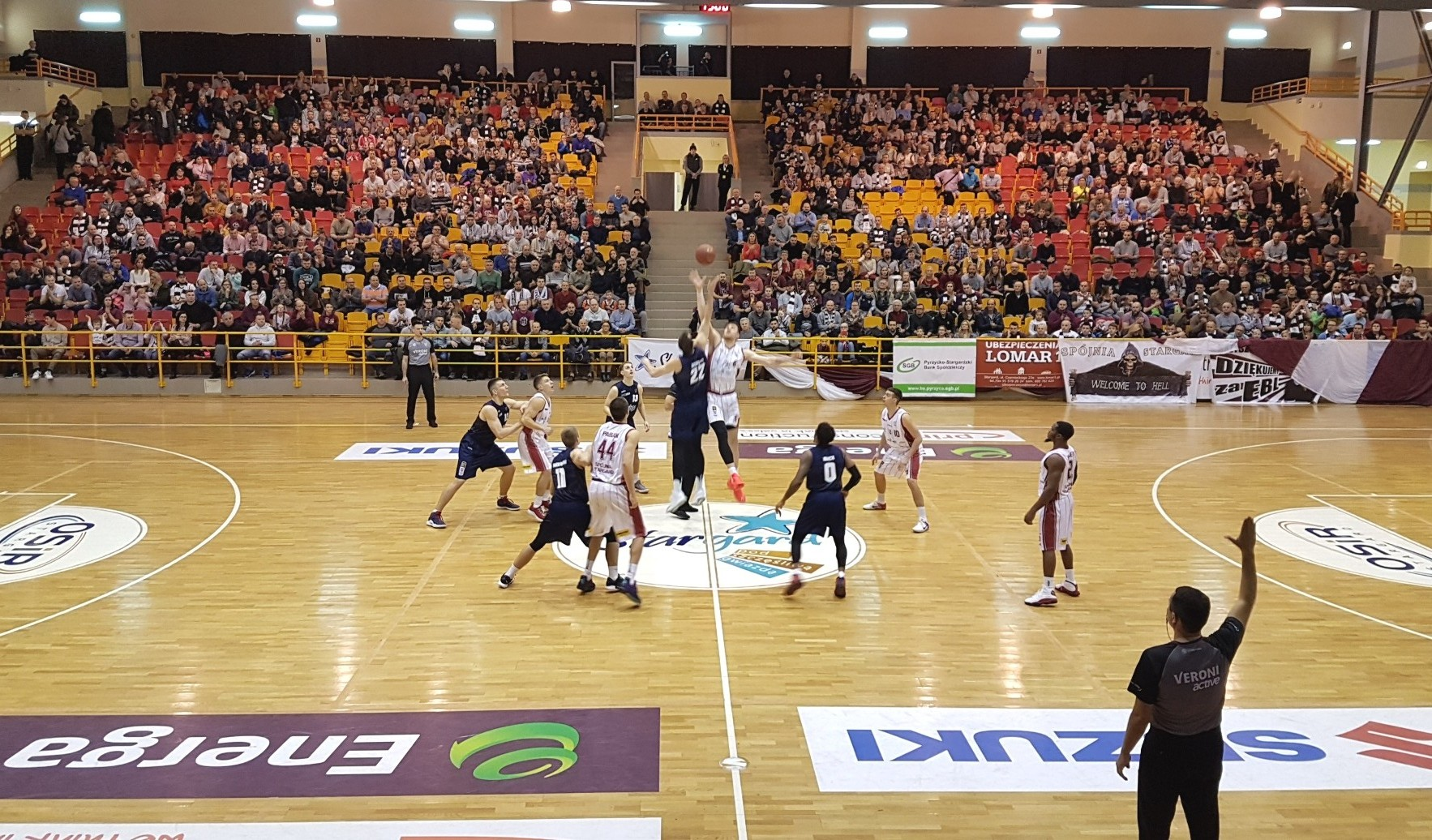
GTK Gliwice w meczu ze Spójnią

## Składy historyczne

### Skład 2019/2020
Stan na 01.03.2020, na podstawie
| Nr | Poz. | Nar.              | Nazwisko i imię       | Data urodzenia | Wzrost | Masa ciała |
| -- | ---- | ----------------- | --------------------- | -------------- | ------ | ---------- |
| 0  | SG   | Stany Zjednoczone | Tabb, Brandon         | 1995.12.25     | 193 cm | 87 kg      |
| 2  | PG   | Stany Zjednoczone | Mondy, Duke           | 1990.12.02     | 193 cm | 93 kg      |
| 3  | PF   | Serbia            | Mijović, Milivoje     | 1991.12.18     | 200 cm | 107 kg     |
| 4  | PG   | Polska            | Szlachetka, Mateusz   | 1999.03.21     | 194 cm | 87 kg      |
| 5  | C    | Stany Zjednoczone | Furstinger, Joe       | 1996.05.02     | 208 cm | 104 kg     |
| 6  | PG   | Polska            | Hałas, Piotr          | 1987.02.17     | 190 cm | 90 kg      |
| 10 | SG   | Polska            | Majewski, Bartosz     | 1997.12.08     | 192 cm | 82 kg      |
| 11 | SF   | Polska            | Radwański, Kacper     | 1994.02.02     | 189 cm | 87 kg      |
| 14 | SF   | Polska            | Wąsik, Szymon         | 2000.07.12     | 195 cm | 83 kg      |
| 16 | C    | Polska            | Słupiński, Dawid      | 16.04.1992     | 206 cm | 105 kg     |
| 22 | C    | Polska            | Chodukiewicz, Bartosz | 2002.02.23     | 208 cm | 102 kg     |
| 33 | PF   | Polska            | Diduszko, Łukasz      | 1986.04.08     | 196 cm | 97 kg      |
| 97 | PG   | Polska            | Radoń, Karol          | 2000.12.21     | 194 cm | 82 kg      |
| 35 | SF   | Stany Zjednoczone | Henson, Payton        | 1995.12.22     | 203 cm | 95 kg      |

Trener:  Paweł Turkiewicz
 Asystenci: Stanisław Mazanek

### Skład 2018/2019
Stan na 1 grudnia 2018, na podstawie
| Nr | Poz. | Nar.              | Nazwisko i imię     | Data urodzenia | Wzrost | Masa ciała |
| -- | ---- | ----------------- | ------------------- | -------------- | ------ | ---------- |
| 7  | SF   | Polska            | Dawdo, Daniel       | 1999.12.09     | 197 cm |            |
| 3  | SF   | Polska            | Dłoniak, Jakub      | 29.10.1983     | 194 cm |            |
| 35 | C    | Stany Zjednoczone | Dodd, Damonte       | 10.05.1994     | 211 cm |            |
| 5  | SF   | Polska            | Piechowicz, Marek   | 1988.04.20     | 201 cm |            |
| 11 | G/F  | Polska            | Radwański, Kacper   | 1994.02.02     | 189 cm |            |
| 12 | C    | Polska            | Kiwilsza, Szymon    | 27.11.1997     | 201 cm |            |
| 13 | G    | Stany Zjednoczone | Lachance, Riley     | 31.03.1996     | 187 cm |            |
| 22 | C    | Stany Zjednoczone | Morgan, Maverick    | 1994.08.28     | 208 cm |            |
| 0  | PG   | Stany Zjednoczone | Mack, Myles         | 25.02.1993     | 175 cm |            |
| 14 | SG   | Polska            | Robak, Piotr        | 27.06.1991     | 194 cm |            |
| 16 | C/F  | Polska            | Słupiński, Dawid    | 16.04.1992     | 206 cm |            |
| 4  | PG   | Polska            | Szlachetka, Mateusz | 21.03.1999     | 194 cm |            |
| 1  | PG   | Stany Zjednoczone | Washington, Desmond | 06.07.1992     | 188 cm |            |

Trener:  Paweł Turkiewicz
 Asystenci: Stanisław MazanekW trakcie sezonu odeszli: Tanel Kurbas, Brian Dawkins

### Sezon 2017/2018
Stan na 4 kwietnia 2018, na podstawie.
| Nr | Poz. | Nar.              | Nazwisko i imię      | Data urodzenia | Wzrost | Masa ciała |
| -- | ---- | ----------------- | -------------------- | -------------- | ------ | ---------- |
| 0  | F    | Polska            | Kłaczek, Kacper      | 2002.01.06     | 201 cm |            |
| 2  | PG   | Polska            | Jędrzejewski, Michał | 1998.03.04     | 190 cm |            |
| 4  | PF   | Polska            | Salamonik, Marcin    | 1983.02.13     | 202 cm |            |
| 5  | SF   | Polska            | Piechowicz, Marek    | 1988.04.20     | 201 cm |            |
| 11 | G/F  | Polska            | Radwański, Kacper    | 1994.02.02     | 189 cm |            |
| 13 | PF   | Polska            | Zmarlak, Paweł       | 1982.09.07     | 195 cm |            |
| 21 | PG   | Stany Zjednoczone | Hooker, Quinton      | 1995.01.22     | 183 cm |            |
| 22 | C    | Stany Zjednoczone | Morgan, Maverick     | 1994.08.28     | 208 cm |            |
| 23 | SF   | Czechy            | Palyza, Lukáš        | 1989.11.10     | 200 cm |            |
| 25 | SF   | Polska            | Pieloch, Damian      | 1989.02.16     | 195 cm |            |
| 57 | C    | Polska            | Ratajczak, Łukasz    | 1986.05.19     | 201 cm |            |

Trener:  Paweł Turkiewicz
W trakcie sezonu odeszli: Aleksander Filipiak (6.10.2017), Robert Skibniewski (26.02.2018), Jonathan Williams (4.04.2018)

## Obcokrajowcy
(Stan na 14 lipca 2020)

- Quinton Hooker  (2017/2018)
- Lukáš Palyza  (2017/2018)
- Desmond Washington  (2018/2019)
- Myles Mack  (2018/2019)
- Maverick Morgan  (2017–2019)
- Riley Lachance  (2018/2019)
- Damonte Dodd  (2018/2019)
- Brandon Tabb  (2019/2020)
- Duke Mondy  (2019/2020)
- Milivoje Mijović  (2019/2020)
- Joe Furstinger  (2019/2020)
- Payton Henson  (2019/2020)

## Sezon po sezonie
Rozgrywki ligowe
- 2006–07 – III liga
- 2007–08 – III liga
- 2008–09 – III liga
- 2009–2010 – III liga – awans do II ligi
- 2010–2011 – II liga – 15–15, 7 m. w gr. B.
- 2011–2012 – II liga – 13–13, 8 m.  w gr. B.
- 2012–2013 – II liga – 13–7, 4 m. w gr. B.
- 2013/2014 – II liga – 19–3, 2 m. w gr. B.
- 2014/2015 – I liga – 11–15, 9 m.
- 2015/2016 – I liga – 9–21, 16 m.
- 2016/2017 – I liga – 20–10, 3 m. w sezonie, wicemistrzostwo I ligi
- 2017/2018 – EBL – 10–22 – 14 m.
- 2018/2019 – EBL – 11–19 – 12 m.
- 2019/2020  – EBL – 7–15 – 22 m.

Rozgrywki międzynarodowe GTK Gliwice
- 2018/2019 – Puchar Alpe Adria – Final Four
- 2019/2020 – Puchar Alpe Adria